# Museo Lázaro Galdiano

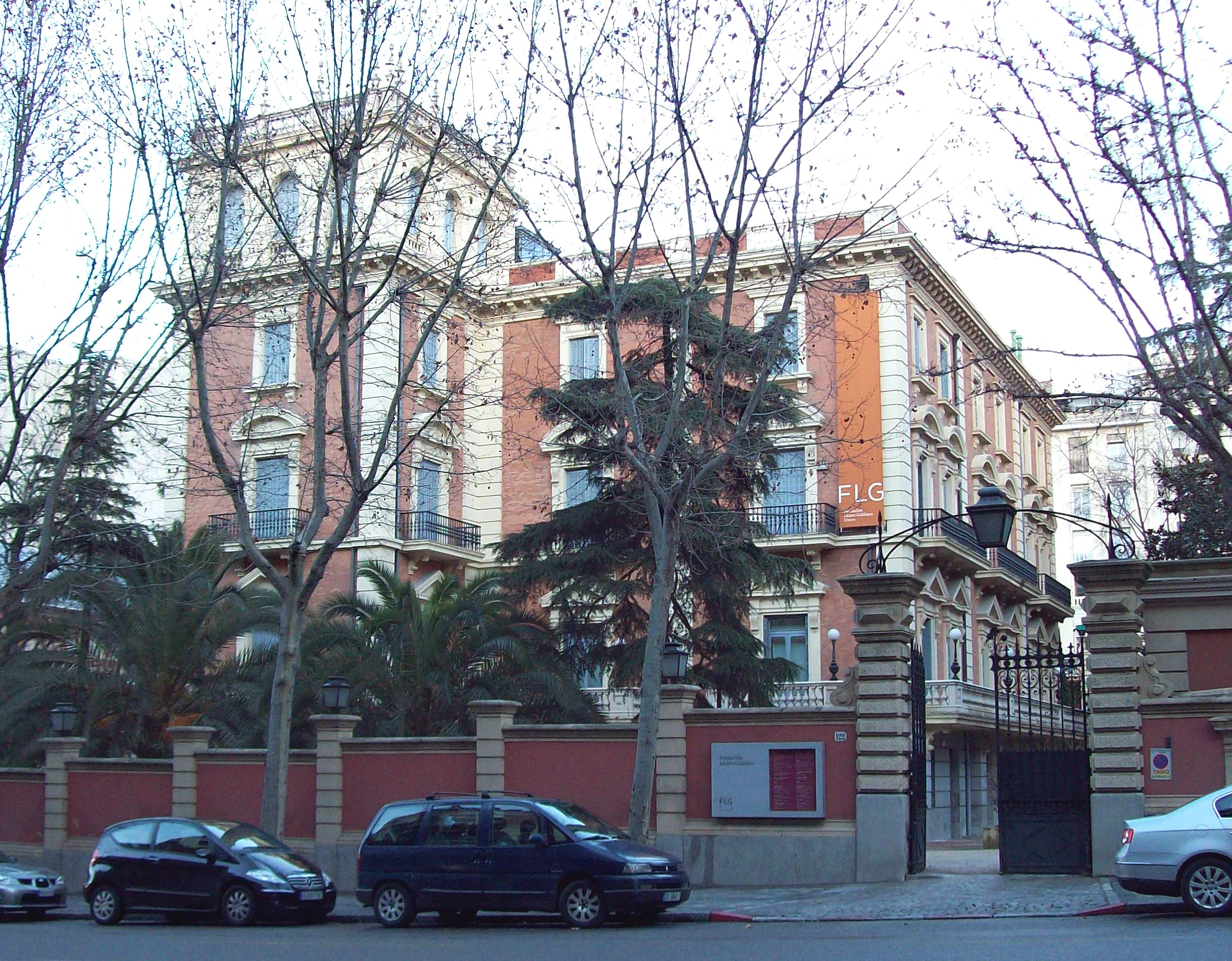
Museo Lázaro Galdiano

Het Museo Lázaro Galdiano (Nederlands: Lázaro Galdiano Museum) is een museum in de Spaanse hoofdstad Madrid. Het museum herbergt de kunstcollectie die door de Spaanse zakenman José Lázaro Galdiano bijeen werd gebracht. De collectie omvat diverse kunstwerken, met name schilderijen, uit de periode van de 4e eeuw voor Christus tot medio 20e eeuw, voornamelijk uit Spanje. Ook zijn er stukken van Franse, Engelse, Duitse en Nederlandse meesters. Topstukken uit de collectie zijn werken van Francisco Goya, David Teniers de Jonge, Joshua Reynolds en Diego Velázquez.

## Ontstaan van het museum
De collectie werd bijeengebracht door José Lázaro y Galdiano (1862-1947), een Spaanse uitgever, bibliofiel en kunstverzamelaar. Samen met zijn vrouw, de Argentijnse Paula Florido y Toledo (1856-1932) kocht hij vele kunstwerken aan en vormde zo een omvangrijke privécollectie. In eerste instantie deed hij dat in Spanje zelf, maar het uitbreken van de Spaanse Burgeroorlog in 1936 noopte hem uit te wijken naar het buitenland. Vervolgens zette hij zijn activiteiten voort, eerst in Parijs en vanaf 1940 in New York.
In zijn testament bepaalde hij dat de collectie na zijn dood eigendom zou worden van de Spaanse staat. Toen Lázaro in 1947 overleed, richtte de Spaanse overheid een stichting op om de collectie te beheren, de Fundación Lázaro Galdiano. De stichting richtte het voormalige woonhuis van Lázaro in als museum. In 1951 ontving het museum zijn eerste bezoekers. Het pand zelf werd in 1903 in opdracht van Lázaro ontworpen door de architect Jóse Urioste. Nadat het in 1908 werd opgeleverd, noemde Lázaro het ter ere van zijn vrouw "Parque Florido".

## Collectie
De collectie omvat met name kunstwerken uit de Spaanse geschiedenis. Lázaro had een speciale voorliefde voor de werken van Francisco Goya, waarvan hij er tientallen wist aan te schaffen, maar ook van andere Spaanse kunstenaars zoals Diego Velázquez, Mateo Cerezo en Claudio Coello. Ook kocht hij werken van 15e- tot 19e-eeuwse Italiaanse, Duitse, Franse, Engelse, Vlaamse en Nederlandse meesters, zoals Lucas Cranach de Oude, David Teniers de Jonge, Joshua Reynolds, Jheronimus Bosch. Daarnaast bestaat de collectie ook uit vele andere kunstvoorwerpen zoals sieraden, beeldhouwwerk, houtsnijwerk, wapens en boeken, in totaal meer dan 13.000 stukken.